# HD 37124
Désignations
HD 37124 est une naine jaune (type spectral G4 IV-V) située dans la constellation du  Taureau. Elle est située à ∼ 103 a.l. (∼ 31,6 pc) de la Terre et possède au moins trois exoplanètes.

## Planètes
| Planète    | Masse    | Demi-grand axe (ua) | Période orbitale (jours) | Excentricité | Inclinaison | Rayon |
| ---------- | -------- | ------------------- | ------------------------ | ------------ | ----------- | ----- |
| HD 37124 b | >0,61 MJ | 0,53                | 154,46 ± 0,369           | 0,055        |             |       |
| HD 37124 c | >0,6 MJ  | 1,64                | 843,6                    | 0,14         |             |       |
| HD 37124 d | >0,66 MJ | 3,19                | 2 295                    | 0,2          |             |       |

### HD 37124 b

Orbite des 3 planètes autour de l'étoile HD 37124

HD 37124 b est une exoplanète découverte en 2000 qui orbite à l'intérieur de la zone habitable de l'étoile et reçoit un ensoleillement similaire à celui de Vénus. En se basant sur sa masse, il est probable que cette planète soit une géante gazeuse comme Jupiter et pourrait donc posséder des satellites naturels pouvant abriter la vie.

### HD 37124 c
HD 37124 c est une exoplanète découverte en 2002 qui orbite juste au-delà de la zone habitable de l'étoile et reçoit un ensoleillement comparable à celui de Mars. En se basant sur sa masse, il est probable que cette planète soit elle aussi une géante gazeuse comme Jupiter.

### HD 37124 d
HD 37124 d est une exoplanète découverte en 2005 avec une longue période orbitale. En se basant sur sa masse, il est probable que cette planète soit elle aussi une géante gazeuse comme Jupiter mais une solution alternative à la vitesse radiale donne une période de 29,92 jours et une masse minimum de 17 % de celle de Jupiter.